# 百橋明穂
百橋 明穂（どのはし あきお、1948年5月24日-　）は、日本の美術史学者、神戸大学名誉教授。

## 略歴
富山県生まれ。1971年東京大学文学部美学美術史卒、1974年同大学院美術史修士課程修了、奈良国立文化財研究所勤務。1980年奈良国立博物館学芸員。1981年神戸大学文学部助教授、95年教授、2013年定年退任、名誉教授。2000年「仏教美術史論」で東大文学博士。2005年鄭州大学客員教授。2009年甘粛省博物館客員研究員、蘭州大学客員教授。

## 著書
- 『仏教美術史論』中央公論美術出版 2000
- 『古代壁画の世界 高松塚・キトラ・法隆寺金堂』吉川弘文館 歴史文化ライブラリー 2010
- 『東アジア美術交流史論』中央公論美術出版 2012

### 編纂
- 『世界美術大全集 東洋編 第4巻 隋・唐』中野徹と責任編集 小学館 1997
- 『神異僧と美術伝播』田林啓と共編 中央公論美術出版 2021

### 記念論文集
- 『美術史歴参 百橋明穂先生退職記念献呈論文集』中央公論美術出版 2013

## 参考
- [ISBN　978-4-8055-0670-7]
- 『現代日本人名録』2002年